# Marseille
Marseille là một thành phố cảng của nước Pháp. Marseille (phát âm tiếng Pháp /maʁsɛj/, tiếng bản địa [mɑxˈsɛjɐ]; phương ngữ vùng Provençal Occitan: Marselha [maʀˈsejɔ, maʀˈsijɔ] theo phát âm chuẩn cổ điển hoặc tiếng Marsiho [maʀˈsijɔ] ở Mistralian; phiên âm tiếng Việt: Mác-Xây) là thành phố lớn thứ hai của Pháp, sau Paris, và là vùng đô thị lớn thứ ba của Pháp với dân số 1.516.340 người theo số liệu thống kê năm 1999. Thành phố tọa lạc tại tỉnh Provence trước đây, nằm bên Địa Trung Hải, là thành phổ cảng lớn nhất nước Pháp. Thành phố được xem như thủ phủ của Provençale, một trong những thủ phủ Occitan của vùng Occitania nước Pháp.
Marseille là thủ phủ của vùng hành chính Provence-Alpes-Côte d'Azur cũng như là của tỉnh Bouches-du-Rhône. Đây cũng là thành phố cảng đầu tiên của Pháp trên biển Địa Trung Hải và là nơi có một trong những đội bóng lớn nhất của Pháp, Olympique de Marseille.

## Vị trí địa lý

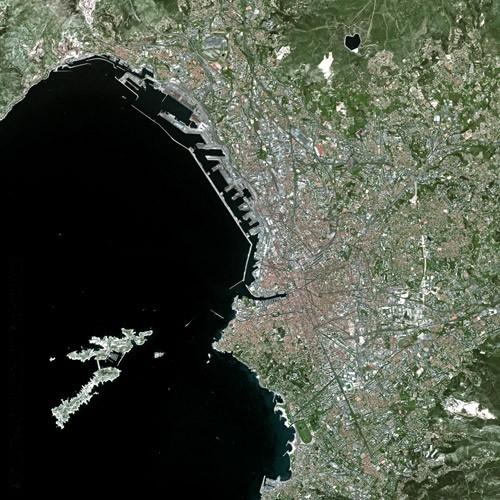
Marseille nhìn từ vệ tinh SPOT

Là thành phố lớn thứ hai của Pháp nếu xét về mặt diện tích (bao gồm cả các vùng lân cận), Marseille cũng là một trong những thành phố cổ nhất ở Pháp và châu Âu. Thành phố cảng này tạo nên một đài vòng, bao bọc bởi biển Địa Trung Hải ở phía Tây, những ngọn núi (Calanques) ở phía Nam, những đường bờ biển xanh ở phía Bắc mà đã được họa sĩ Paul Cézanne, người con của mảnh đất này, đem vào trong những bức họa của mình.
Nếu tính về diện tích, Marseille rộng hơn 2.5 lần so với Paris, 5 lần so với Lyon. Cũng chính vì điều đó, cộng thêm diện tích chính của thành phố đa phần là đồi núi nên người ta đã gặp rất nhiều khó khăn để phát triển hệ thống giao thông công cộng.
Toàn cảnh thành phố Marseille từ nhà thờ Notre-Dame de la Garde

## Khí hậu
Marseille là thành phố mang kiểu khí hậu Địa Trung Hải điển hình, với số giờ nắng cao: trên 2800 giờ mỗi năm, và đặc biệt là gió Mistral thổi trung bình 93 ngày/ năm. Lượng mưa trung bình hằng năm đạt 525 mm. Nhiệt độ trung bình của Marseille là 15,9 °C
Mặc dù sở hữu một khí hậu tương đối ôn hòa, những biến động về thời tiết ở nơi đây cũng đã được ghi nhận. Nhiệt độ đã từng xuống tới -16,8 °C ngày 12 tháng 2 năm 1956 và 40,6 °C ngày 26 tháng 7 năm 1983. Ngày 19 tháng 9 năm 2000 và ngày 1 tháng 12 năm 2003 người ta đo được lượng mưa trên 200mm trong vòng 24 giờ. Ngày 14 tháng 1 năm 1987 và ngày mồng 7 tháng 1 năm 2009, lượng tuyết tại đây dày tới 10 cm.
| Dữ liệu khí hậu của Marseille (Marignane) 1981–2010                    | Dữ liệu khí hậu của Marseille (Marignane) 1981–2010 | Dữ liệu khí hậu của Marseille (Marignane) 1981–2010 | Dữ liệu khí hậu của Marseille (Marignane) 1981–2010 | Dữ liệu khí hậu của Marseille (Marignane) 1981–2010 | Dữ liệu khí hậu của Marseille (Marignane) 1981–2010 | Dữ liệu khí hậu của Marseille (Marignane) 1981–2010 | Dữ liệu khí hậu của Marseille (Marignane) 1981–2010 | Dữ liệu khí hậu của Marseille (Marignane) 1981–2010 | Dữ liệu khí hậu của Marseille (Marignane) 1981–2010 | Dữ liệu khí hậu của Marseille (Marignane) 1981–2010 | Dữ liệu khí hậu của Marseille (Marignane) 1981–2010 | Dữ liệu khí hậu của Marseille (Marignane) 1981–2010 | Dữ liệu khí hậu của Marseille (Marignane) 1981–2010 |
| Tháng                                                                  | 1                                                   | 2                                                   | 3                                                   | 4                                                   | 5                                                   | 6                                                   | 7                                                   | 8                                                   | 9                                                   | 10                                                  | 11                                                  | 12                                                  | Năm                                                 |
| ---------------------------------------------------------------------- | --------------------------------------------------- | --------------------------------------------------- | --------------------------------------------------- | --------------------------------------------------- | --------------------------------------------------- | --------------------------------------------------- | --------------------------------------------------- | --------------------------------------------------- | --------------------------------------------------- | --------------------------------------------------- | --------------------------------------------------- | --------------------------------------------------- | --------------------------------------------------- |
| Cao kỉ lục °C (°F)                                                     | 19.9 (67.8)                                         | 22.1 (71.8)                                         | 25.4 (77.7)                                         | 29.6 (85.3)                                         | 34.9 (94.8)                                         | 37.6 (99.7)                                         | 39.7 (103.5)                                        | 39.2 (102.6)                                        | 34.3 (93.7)                                         | 30.4 (86.7)                                         | 25.2 (77.4)                                         | 20.3 (68.5)                                         | 39.7 (103.5)                                        |
| Trung bình ngày tối đa °C (°F)                                         | 11.4 (52.5)                                         | 12.5 (54.5)                                         | 15.8 (60.4)                                         | 18.6 (65.5)                                         | 22.9 (73.2)                                         | 27.1 (80.8)                                         | 30.2 (86.4)                                         | 29.7 (85.5)                                         | 25.5 (77.9)                                         | 20.9 (69.6)                                         | 15.1 (59.2)                                         | 11.9 (53.4)                                         | 20.2 (68.4)                                         |
| Tối thiểu trung bình ngày °C (°F)                                      | 2.9 (37.2)                                          | 3.6 (38.5)                                          | 6.2 (43.2)                                          | 9.1 (48.4)                                          | 13.1 (55.6)                                         | 16.6 (61.9)                                         | 19.4 (66.9)                                         | 19.0 (66.2)                                         | 15.7 (60.3)                                         | 12.4 (54.3)                                         | 7.2 (45.0)                                          | 4.0 (39.2)                                          | 10.8 (51.4)                                         |
| Thấp kỉ lục °C (°F)                                                    | −12.4 (9.7)                                         | −16.8 (1.8)                                         | −10.0 (14.0)                                        | −2.4 (27.7)                                         | 0.0 (32.0)                                          | 5.4 (41.7)                                          | 7.8 (46.0)                                          | 8.1 (46.6)                                          | 1.0 (33.8)                                          | −2.2 (28.0)                                         | −5.8 (21.6)                                         | −12.8 (9.0)                                         | −16.8 (1.8)                                         |
| Lượng Giáng thủy trung bình mm (inches)                                | 48.0 (1.89)                                         | 31.4 (1.24)                                         | 30.4 (1.20)                                         | 54.0 (2.13)                                         | 41.1 (1.62)                                         | 24.5 (0.96)                                         | 9.2 (0.36)                                          | 31.0 (1.22)                                         | 77.1 (3.04)                                         | 67.2 (2.65)                                         | 55.7 (2.19)                                         | 45.8 (1.80)                                         | 515.4 (20.29)                                       |
| Số ngày giáng thủy trung bình (≥ 1.0 mm)                               | 6.1                                                 | 5.1                                                 | 4.8                                                 | 6.3                                                 | 4.9                                                 | 3.5                                                 | 1.4                                                 | 3.1                                                 | 4.1                                                 | 6.3                                                 | 5.2                                                 | 5.6                                                 | 56.4                                                |
| Số ngày tuyết rơi trung bình                                           | 0.8                                                 | 0.4                                                 | 0.1                                                 | 0.0                                                 | 0.0                                                 | 0.0                                                 | 0.0                                                 | 0.0                                                 | 0.0                                                 | 0.0                                                 | 0.2                                                 | 0.7                                                 | 2.2                                                 |
| Độ ẩm tương đối trung bình (%)                                         | 75                                                  | 72                                                  | 67                                                  | 65                                                  | 64                                                  | 63                                                  | 59                                                  | 62                                                  | 69                                                  | 74                                                  | 75                                                  | 77                                                  | 68.5                                                |
| Số giờ nắng trung bình tháng                                           | 145.1                                               | 173.7                                               | 238.7                                               | 244.5                                               | 292.9                                               | 333.4                                               | 369.1                                               | 327.4                                               | 258.6                                               | 187.1                                               | 152.5                                               | 134.9                                               | 2.857,8                                             |
| Nguồn 1: Meteo France, Infoclimat.fr (độ ẩm, ngày tuyết rơi 1961–1990) |                                                     |                                                     |                                                     |                                                     |                                                     |                                                     |                                                     |                                                     |                                                     |                                                     |                                                     |                                                     |                                                     |
| Nguồn 2: Tổ chức Khí tượng Thế giới                                    |                                                     |                                                     |                                                     |                                                     |                                                     |                                                     |                                                     |                                                     |                                                     |                                                     |                                                     |                                                     |                                                     |

## Nhân khẩu
Sau cuộc khủng hoảng nghiêm trọng những năm 70 - 80 của thế kỷ XX (xuất phát từ việc đóng cửa kênh đào Suez), dân số của Marseille đã giảm từ 900 000 người xuống còn 800 000 người. Chính quyền và các nhà chức trách đã khởi động công cuộc tái thiết nền kinh tế thành phố với chương trình Euroméditerranée, nhằm thu hút các doanh nghiệp đầu tư vào đây, kéo theo đó là sự gia tăng dân số tại đô thị trung tâm. Theo cuộc điều tra dân số mới nhất, Marseille là thành phố có tỉ lệ tăng trưởng dân số cao, vượt mức trung bình cả nước Pháp..
Marseille hiện nay là vùng đô thị lớn thứ hai của Pháp (sau vùng đô thị Paris và đứng trên Vùng đô thị Lyon) với dân số 1 560 343 người (năm 2008). Ngoài khu vực trung tâm, vùng đô thị Marseille bao gồm xã Aix-en-Provence ở phía bắc, Istres, Martigues, Vitrolles ở phía tây, và Aubagne ở phía đông.
| 250 TCN | 1801    | 1851    | 1881    | 1911    | 1931    | 1946    | 1954    | 1962    | 1968    | 1975    | 1982    | 1990    | 1999    | 2005    |
| ------- | ------- | ------- | ------- | ------- | ------- | ------- | ------- | ------- | ------- | ------- | ------- | ------- | ------- | ------- |
| 50.000  | 111.100 | 195.350 | 360.100 | 550.619 | 606.000 | 636.300 | 661.407 | 778.071 | 889.029 | 908.600 | 874.436 | 800.550 | 798.430 | 820.900 |

Biến động dân số
| 1793    | 1800   | 1806   | 1821    | 1831    | 1836    | 1841    | 1846    | 1851    |
| ------- | ------ | ------ | ------- | ------- | ------- | ------- | ------- | ------- |
| 108 374 | 96 413 | 99 169 | 109 483 | 145 115 | 146 239 | 154 035 | 183 186 | 195 258 |

| 1856    | 1861    | 1866    | 1872    | 1876    | 1881    | 1886    | 1891    | 1896    |
| ------- | ------- | ------- | ------- | ------- | ------- | ------- | ------- | ------- |
| 233 817 | 260 910 | 300 131 | 312 864 | 318 868 | 360 099 | 376 143 | 403 749 | 442 239 |

| 1901    | 1906    | 1911    | 1921    | 1926    | 1931    | 1936    | 1946    | 1954    |
| ------- | ------- | ------- | ------- | ------- | ------- | ------- | ------- | ------- |
| 491 161 | 517 498 | 550 619 | 586 341 | 652 196 | 800 881 | 914 232 | 636 264 | 661 407 |

| 1962                                                                                         | 1968    | 1975    | 1982    | 1990    | 1999    | 2006    | 2009    |
| -------------------------------------------------------------------------------------------- | ------- | ------- | ------- | ------- | ------- | ------- | ------- |
| 778 071                                                                                      | 889 029 | 908 600 | 874 436 | 800 550 | 798 430 | 839 043 | 850 602 |
| Số liệu được cung cấp từ năm 1962: population sans doubles comptes - Nguồn: Cassini et INSEE |         |         |         |         |         |         |         |

## Văn hóa - xã hội
Marseille được chọn là thủ đô Văn hóa châu Âu năm 2013 

#### Di sản kiến trúc

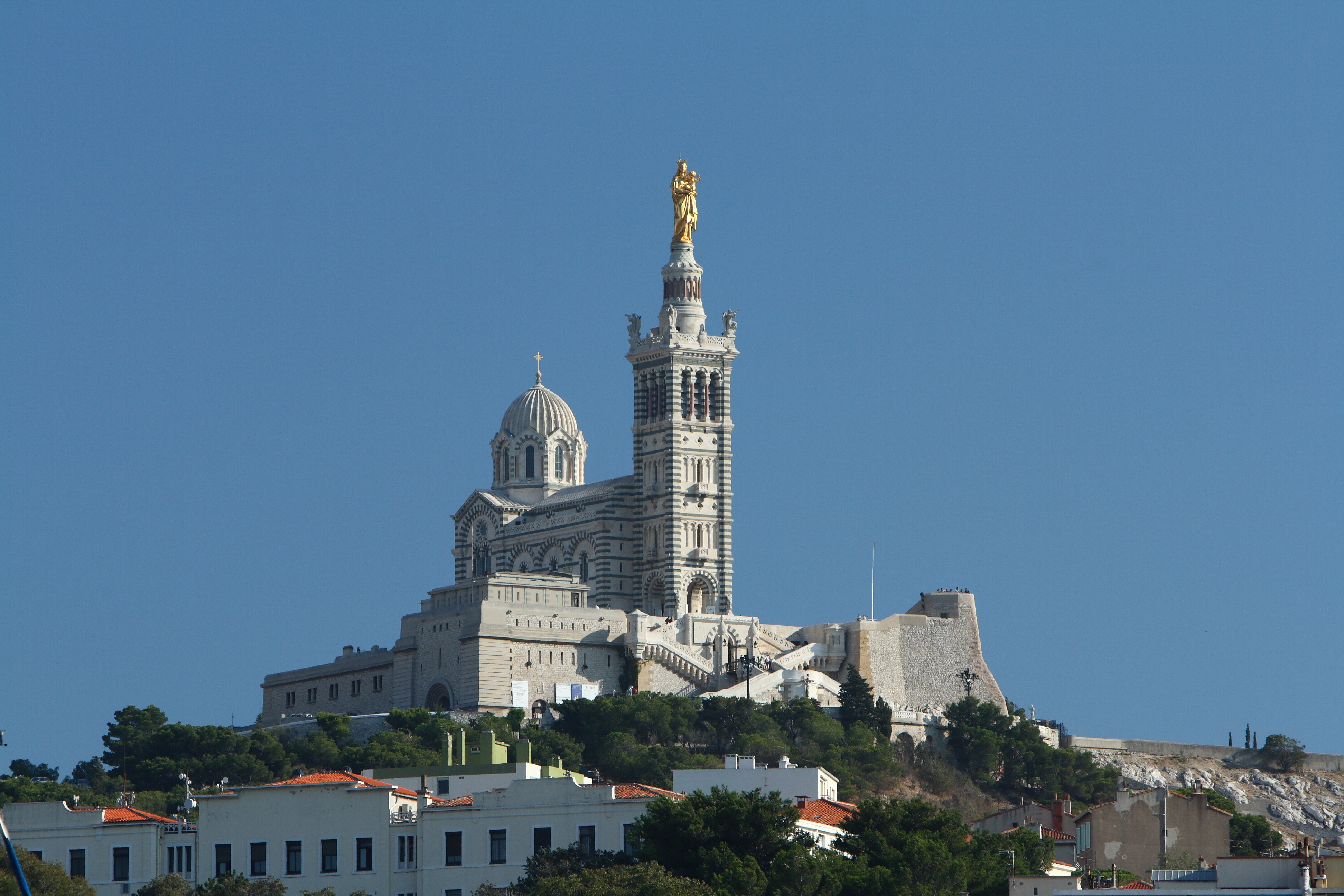
Nhà thờ Notre Dame de la Garde nhìn từ cảng cổ Marseille

- Quần thể kiến trúc Thiên chúa giáo ở Marseille là nét hấp dẫn của thành phố này. Trong số đó phải kể đến nhà thờ Notre-Dame de la Garde, xây dựng bởi kiến trúc sư người Nîmes tên là Jacques Henri Esperandieu từ 1855 đến 1870. Trên đỉnh chuông nhà thờ có bức tượng Bonne mère  bằng mạ đồng dát vàng cao 5,3m. Ngoài ra, Marseille còn nổi tiếng với các nhà thờ khác mang tên Sacré-Cœur de Marseille, Notre-Dame du Mont, Saint-Marie-Madeleine. Tu viện Saint-Victor là nơi chiêm bái của nhiều con chiên từ thế kỉ V, và là một trong những tu viện cổ nhất ở châu Âu.
- Cảng cổ Marseille (phương ngữ vùng Provence gọi là lo Pòrt Vielh1)[9] là một di tích lịch sử và trung tâm văn hóa của toàn thành phố kể từ thời cổ đại. Nơi đây từng là trung tâm kinh tế chính của Marseille tới giữa thế kỷ XIX, là nơi kết nối thương mại giữa vùng Địa Trung Hải, sau đó là các thuộc địa của Pháp. Sau đó, hoạt động giao thương đường biển được rời lên các cảng mới ở phía Bắc thành phố. Cảng cổ Marseille hiện nay trở thành nơi thăm thú, điểm tập trung người dân và là địa điểm du lịch nổi tiếng của thành phố này.

Cảng cổ Marseille, nhìn từ công viên Pharo

### Ẩm thực
- «Pasti» là loại đồ uống phổ biến của người dân Marseille. Đây là loại đồ uống có cồn, với nguyên liệu chính là hồi và các loại gia vị.
- «Aïoli» là một loại nước xốt gần giống như mayonnaise, nhũ tương, gồm thành phần chính như tỏi, dầu ô-liu và trứng được trộn với rau quả, là món ăn nổi tếng của Marseille nói riêng và vùng Provence nói chung.

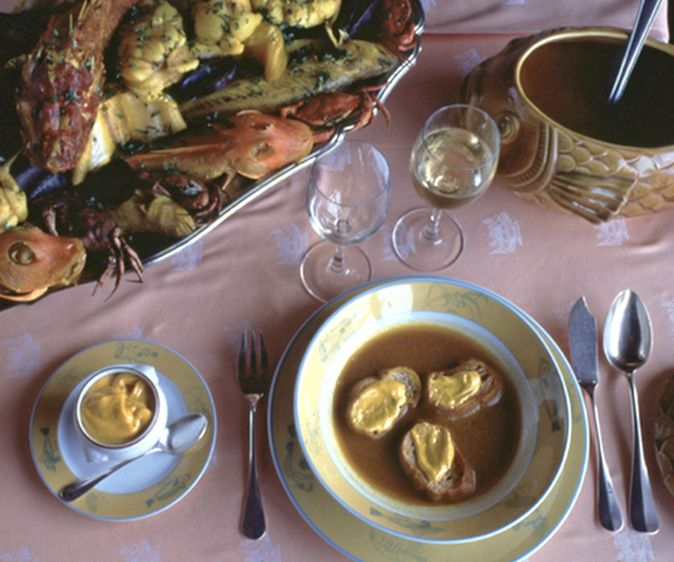
Súp hải hản Bouillabaisse

- «Bouillabaisse» là món súp hải sản nổi tiếng của vùng biển Marseille. Món ăn có nguồn gốc từ những người làm nghề chài lưới, sau chuyến đi biển thường góp các loại hải sản để nấu thành một bữa súp.
- Bánh bích quy «Navette de Marseille» có hình dáng giống một con thuyền là loại bánh nổi tiếng của Marseille.

### Thể thao
- Olympique de Marseille, là một trong những câu lạc bộ bóng đá giàu thành tích nhất trong lịch sử bóng đá Pháp. Đại bản doanh của Olympique de Marseille là sân vận động Sân vận động Vélodrome, với sức chứa 60 000 chỗ ngồi,xây dựng vào năm 1937 phục vụ Giải vô địch bóng đá thế giới 1938. Năm 1998, sân vận động này đăng cai 7 trận đấu của giải vô địch bóng đá thế giới 1998, trong đó có 4 trận vòng bảng, 1 trận vòng 1/16, 1 trận tứ kết và 1 trận bán kết.
- Thành phố có 172 sân tennis, 45 phòng tập thể dục, 22 bể bơi và 72 sân vận động và có sân trượt băng lớn nhất nước Pháp [10]. Ngoài ra thành phố có hơn 30 câu lạc bộ tennis, 3 trường đua ngựa và hơn 50 địa điểm phục vụ cho môn lặn[11].
- Kể từ năm 1947, Marseille đã 12 lần đón tiếp các cua rơ của giải Tour de France. Giải đua thuyền buồn Tour de France à voile được tổ chức thường niên ở đây.

## Giao thông
Hệ thống giao thông của Marseille rất phát triển, bao gồm cả đường hàng không, mạng lưới tàu điện ngầm, đường sắt cao tốc nối với các tỉnh khác và đặc biệt là giao thông đường biển rất thuận lợi với hệ thống cảng biển từ lâu đời.

### Đường không

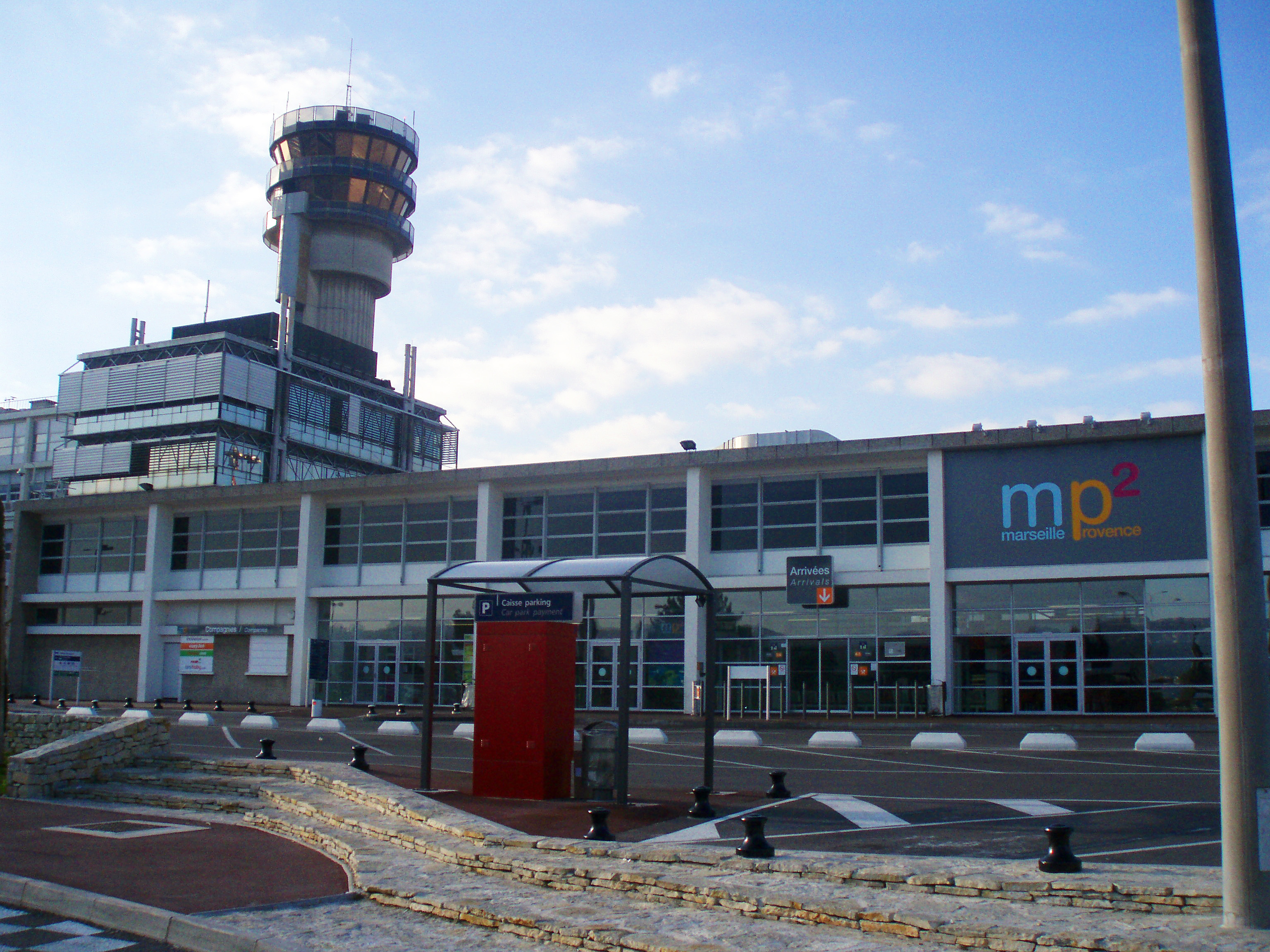
Lối vào nhà ga 2 sân bay Marseille Provence

Sân bay quốc tế Marseille Provence (trước kia gọi là Sân bay Marseille-Marignante), cách trung tâm thành phố 25 km, thuộc xã Marignane, là sân bay lớn thứ tư của Pháp (sau Sân bay quốc tế Charles de Gaulle (Paris), Sân bay Lyon-Saint Exupéry (Lyon) và Sân bay Nice - Côte d'Azur (Nice) . Các điểm đến quan trọng của sân bay này là Paris, đảo Corse, và Bắc Phi, Bordeaux, Nantes và London
Hơn nữa, các chuyến xe buýt còn giúp nối liền sân bay Marseille Provence với nhà ga Saint-Charles . Nhà ga Vitrolle - Aéroport-Marseille-Provence được mở từ tháng 12 năn 2009, là một trong những trạm dưng chân của mạng lưới TER, cụ thể là tuyến đường sắt Marseille-Avignon.

### Giao thông công cộng
Mạng lưới giao thông công cộng của Marseille được quản lý bởi Công ty quản lý giao thông Marseille (RTM), tương tự như RATP tại vùng đô thị Paris.

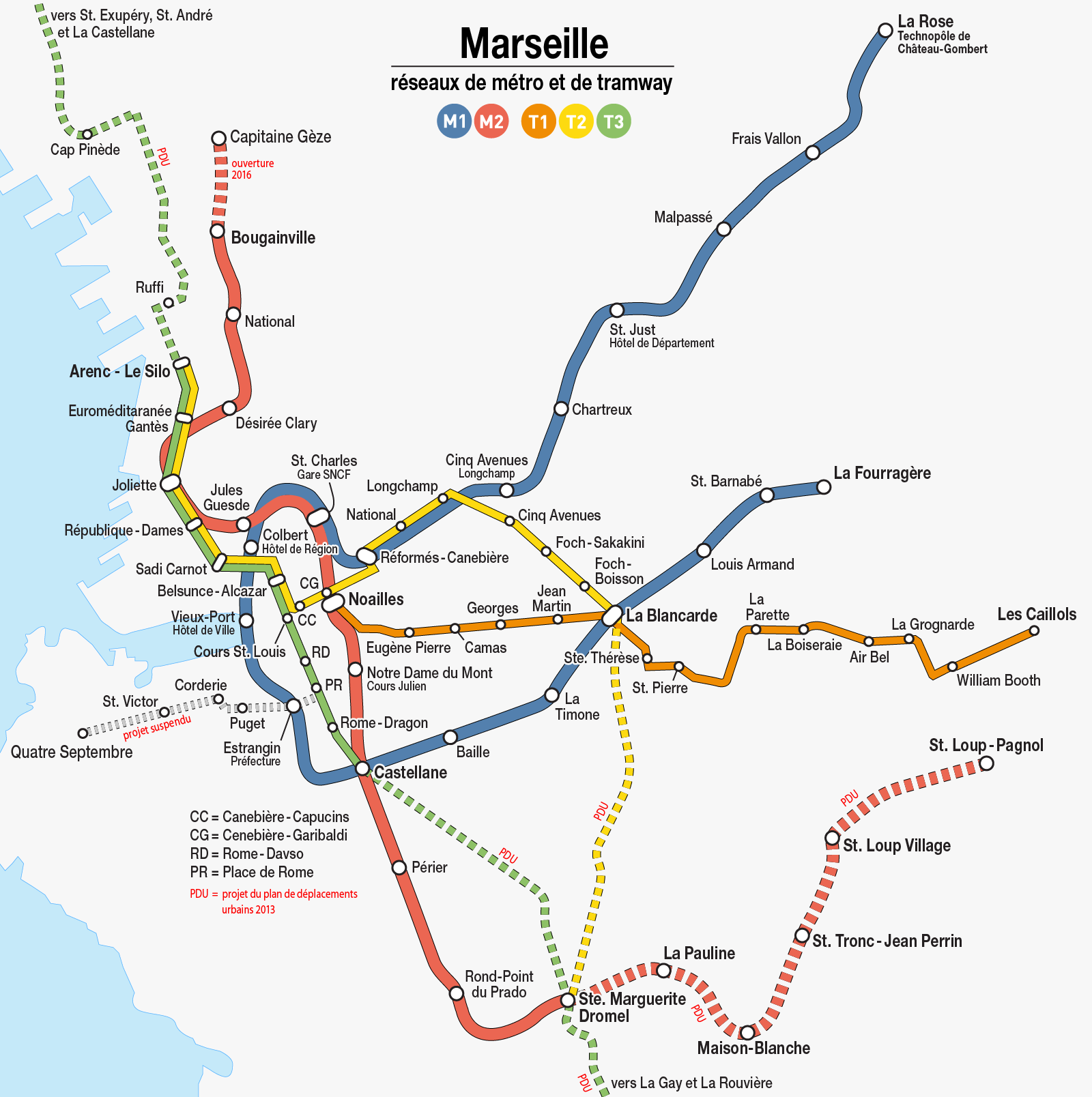
Mạng lưới tàu điện ngầm Marseille

- Tàu điện ngầm Marseille (Métro de Marseille) gồm 2 tuyến chính là M1 (tuyến màu xanh) và M2 (tuyến màu đỏ), với độ dài 25 km.

- Mạng lưới tramway dài 12 km.
- Mạng lưới xe buýt gồm 80 tuyến.

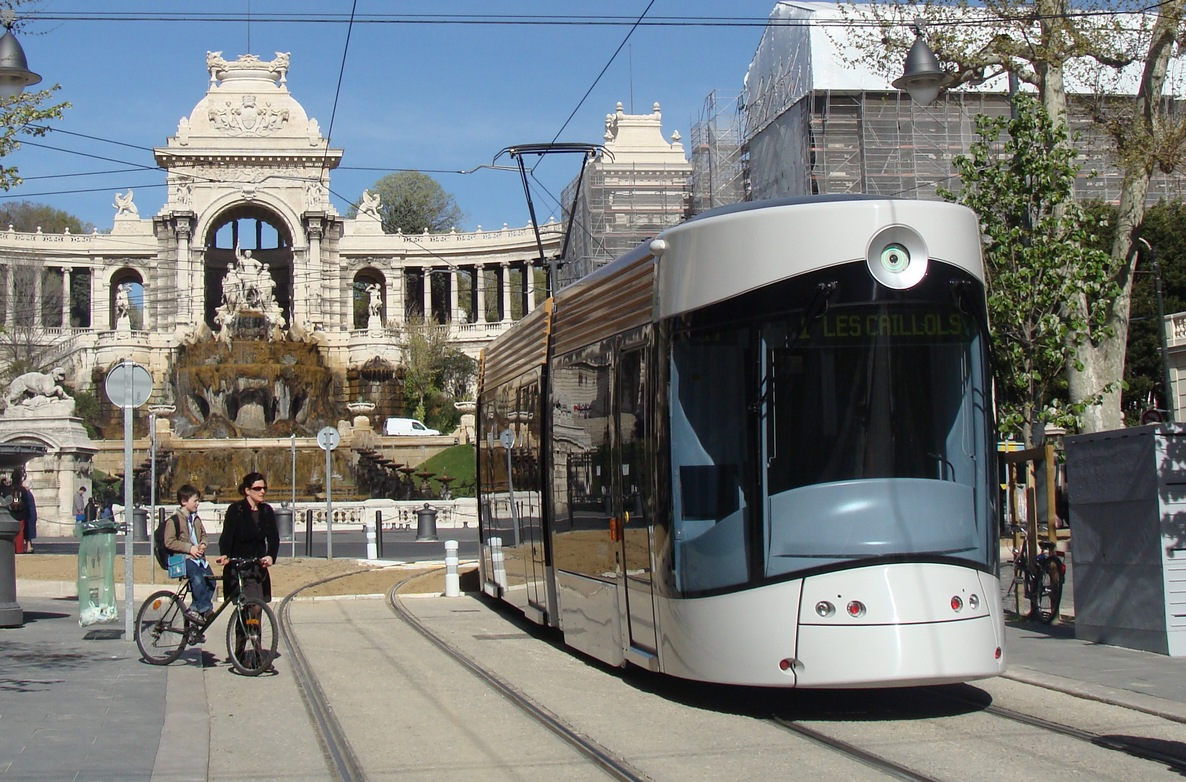
Tàu điện Marseille

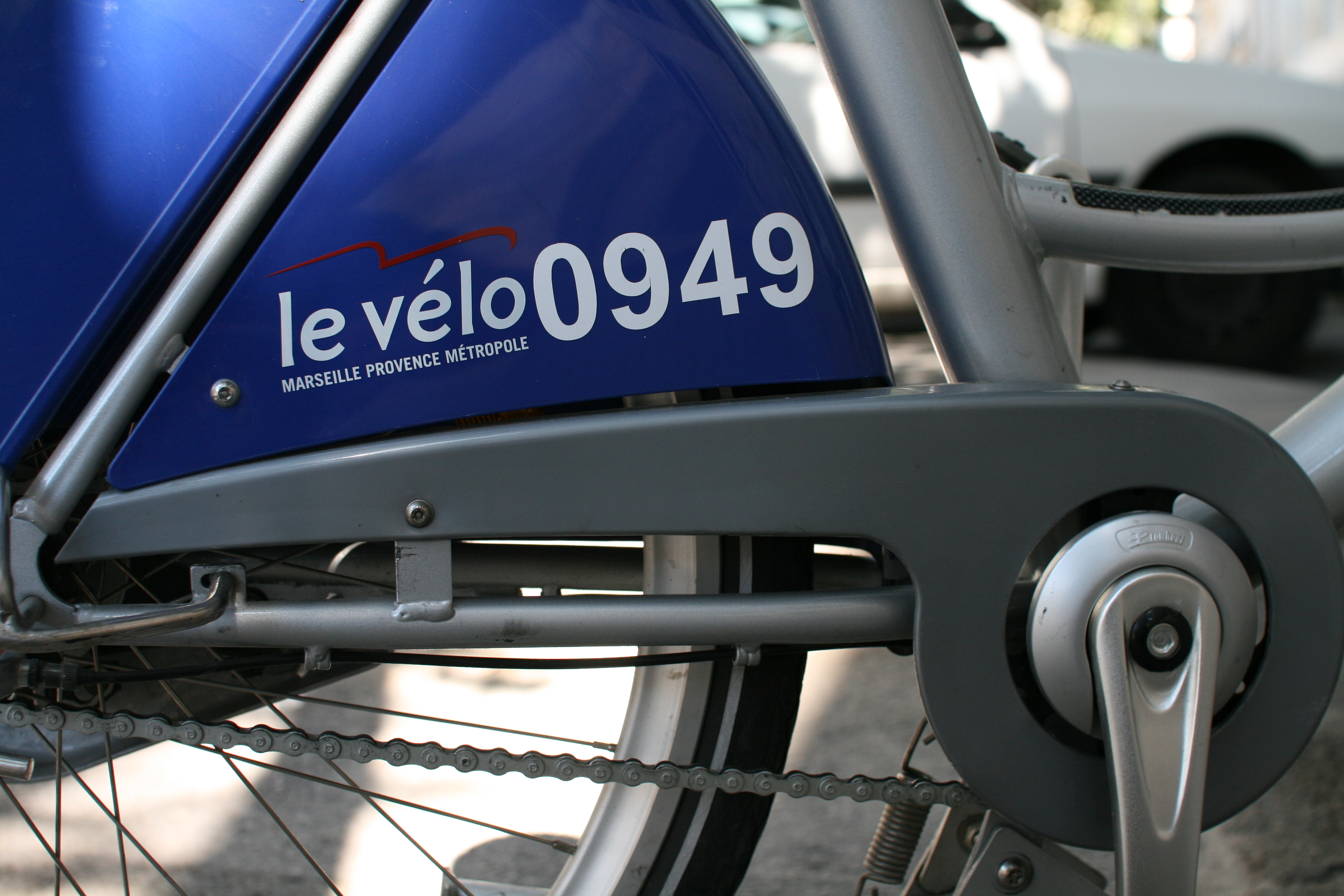
Le Vélo

Ngoài ra, kể từ tháng 10 năm 2007, xe đạp công cộng (Le Vélo) được đưa vào sử dụng tại vùng trung tâm thành phố, với 130 trạm (8 - 30 xe đạp) được phát triển để hướng tới mục tiêu loại hình này đạt mức 1000 xe.

### Giao thông đường biển
Cảng biến Marseille là một trong những cảng lớn nhất nước Pháp, kết nối với 220 điểm đến, với 400 cảng biển và 120 nước khác nhau , trong đó một nửa là vùng Địa Trung Hải, Châu Phi và Trung Đông.

### Đường sắt cao tốc
Mạng lưới TGV - Méditerranée giúp rút ngắn thời gian từ Paris đến Marseille, với thời gian 3 giờ đồng hồ. Ga Saint-Charles là ga chính của Marseille, điểm kết thúc của trục TGV PLM (Paris-Lyon-Marseille).

## Các thành phố kết nghĩa
- Abidjan, Ivory Coast.
- Antwerp, Bỉ.
- Copenhagen, Đan Mạch.
- Dakar, Senegal.
- Genoa, Ý.
- () Glasgow, Scotland, Vương quốc Anh[14]
- Haifa, Israel.
- Hamburg, Đức.
- Kobe, Nhật Bản.
- Marrakech, Maroc.
- Odessa, Ukraina.
- Piraeus, Hy Lạp.
- Thượng Hải, Cộng hòa Nhân dân Trung Hoa.
- Agadir, Maroc.
- Alexandria, Ai Cập.
- Algiers, Algérie.
- Bamako, Mali.
- Barcelona, Tây Ban Nha.
- Beirut, Liban.
- Cape Town, Nam Phi.
- Casablanca, Maroc.
- Yerevan, Armenia.
- Gdansk, Ba Lan.
- Istanbul, Thổ Nhĩ Kỳ.
- Izmit, Thổ Nhĩ Kỳ.
- Jerusalem, Israel.
- Limassol, Cộng hòa Síp.
- Lome, Togo.
- Lyon, Pháp.
- Meknes, Maroc.
- Montevideo, Uruguay.
- N'Djamena, Tchad.
- Nice, Pháp.
- Nimes, Pháp.
- Rabat, Maroc.
- Sarajevo, Bosnia-Herzegovina.
- Sousse, Tunisia.
- Salonica, Hy Lạp.
- Tirana, Albania.
- Tripoli, Libya.
- Tunis, Tunisia.

## Những người con của thành phố
- Antonin Artaud, 1896-1948, diễn viên, nhà soạn bi kịch, đạo diễn
- César Baldaccini, 1921-1998, nhà điêu khắc
- Elie Bayol, 1914-1995, vận động viên đua xe
- François Bazin, 1816-1878, nhà soạn nhạc
- Maurice Béjart, sinh 1927, biên đạo múa, giám đốc Béjart-Ballett
- Fernand Cabrol, 1855-1937, nhà thần học
- Lucius Caesar, 17 TCN - 2, cháu, con trai nuôi của hoàng đế Augustus
- Éric Cantona, sinh 1966, cầu thủ bóng đá, sau này là diễn viên
- Désirée Clary, 1777-1860, người hứa hôn với Napoléon Bonaparte
- Louise Colet, 1810-1876, nhà thơ nữ
- François Coli, 1881-1927, nhà tiên phong trong lĩnh vực hàng không
- Régine Crespin, sinh 1927, nữ ca sĩ opera
- Charles Crodel, 1894-1973, họa sĩ
- Honoré Daumier, 1808-1879, họa sĩ, nhà điêu khắc, họa sĩ biếm họa
- Edmond Demolins, 1852-1907
- Henri Fabre, 1882-1984, nhà tiên phong trong lĩnh vực hàng không
- Charles Fabry, 1867-1945, nhà vật lý học, người phát minh ra máy đo giao thoa Fabry-Pérot
- Fernandel, 1903-1971, diễn viên, ca sĩ
- Zino Francescatti, 1902-1991, nghệ sĩ violin
- Sébastien Grosjean, sinh 1978, vận động viên quần vợt
- Jean-Claude Izzo, 1945-2000, nhà văn
- Edmond Jaloux, 1878-1949, nhà văn, nhà phê bình văn học
- Louis Jourdan, sinh 1919, diễn viên
- Cyprien Katsaris, sinh 1951, nghệ sĩ dương cầm, nhà soạn nhạc
- Philippe Mabboux, sinh 1957, nhà soạn nhạc
- Pat Mallet, sinh 1941, tác giả truyện tranh
- Robert Manzon, sinh 1917, vận động viên đua xe Công thức 1
- Francis Miroglio, 1924-2005, nhà soạn nhạc
- France Nuyen, sinh 1939, nữ diễn viên
- Émile Ollivier, 1825-1913, chính khách
- Marcel Pagnol, 1895-1974, nhà văn
- Marius Petipa, 1819-1910, diễn viên múa ballett, biên đạo múa, được xem như là "cha đẻ của ballett cổ điển"
- Charles Plumier, 1646-1704, nhà thực vật học
- Joseph Pujol, 1857-1945, nghệ nhân
- Jean-Pierre Rampal, 1922-2000, nghệ sĩ chơi sáo
- Jean-Pierre Kardinal Ricard (sinh 1944), tổng giám mục của Bordeaux
- Jean-Baptiste Rossi, 1931-2003, nhà báo, viết kịch bản phim và là nhà văn
- Edmond Rostand, 1868-1918, nhà viết kịch
- Damien Saez, sinh 1977, nhà soạn nhạc
- Jean-Jacques Schuhl, sinh 1944, nhà văn
- Simone Simon, 1910-2005, nữ diễn viên
- Adolphe Thiers, 1797-1877, chính khách
- Henri Tomasi, 1901-1971, nhà soạn nhạc, nhạc trưởng dàn nhạc
- Honoré d'Urfé, 1568-1625, nhà văn
- Peter Wyngarde, sinh 1933, diễn viên
- Zinedine Zidane, sinh 1972, cầu thủ bóng đá
- Clara Morgane, sinh 1981, nữ diễn viên, người mẫu